# Заколоченный дом
«Заколоченный дом» — повесть Виктора Курочкина.

## Сюжет
После сентябрьского Пленума ЦК КПСС 1953 года в родную деревню возвращаются Пётр Трофимов и Василий Ильич Овсов. Воодушевлённый призывом партии поднимать сельское хозяйство молодой Пётр Трофимов едет в Лукаши с искренним намерением возродить увядающий колхоз. В свою очередь, Василий Овсов, наоборот, внутренне относится ко всякого рода обещаниям и призывам весьма осторожно, поскольку хорошо помнит коллективизацию 30-х годов, а вернуться в родную деревню его вынудили обстоятельства. Пётр Трофимов вскоре становится председателем колхоза и всячески пытается уговорить Овсова занять должность какого-нибудь руководителя (бригадой или участком). Овсов, однако, не торопится и, помня события 20-летней давности, мучается раздумьями по поводу вступления в колхоз.

## Художественные особенности
В своей повести писатель хотел выразить тревогу героя Овсова по поводу насильственного отлучения крестьянина от его земли. Литературная критика в целом причисляла Василия Овсова к отрицательным персонажам.